# A Gentleman of Leisure (pel·lícula de 1923)

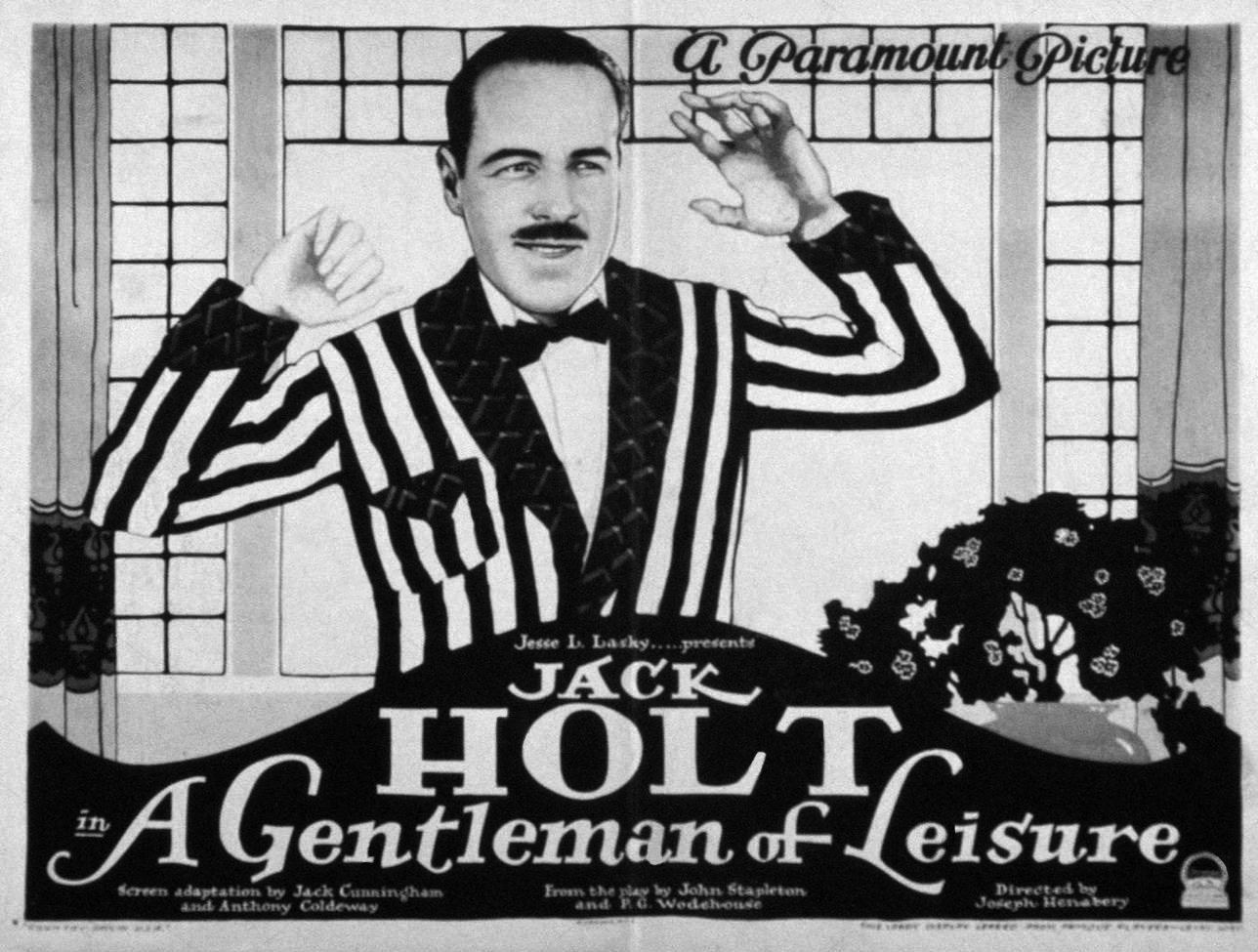
Postal de propaganda de la pel·lícula amb Jack Holt

A Gentleman of Leisure és una pel·lícula muda produïda per la Famous Players-Lasky, dirigida per Joseph Henabery i protagonitzada per Jacl Holt. Està basada en la novel·la “The Intrusion of Jimmy” de P. G. Wodehouse, de la que posteriorment l'autor juntament amb John Stapleton en va fer una versió teatral titulada com la pel·lícula,”A Gentleman of Leisure”. Distribuïda per la Paramount, es va estrenar el 15 de juliol de 1923. Inicialment el projecte havia d'estar dirigit per Wallace Worsley i protagonitzat per Wallace Reid però els problemes d'addicció deribats d'una ferida en un accident s'agreujaren aleshores fent que ja no hi va poder intervenir i que morís poc després. Es considera una pel·lícula perduda.

## Argument
Sir John i Lady Blount es troben a la vora de la bancarrota i per tal de salvar la fortuna familiar decideixen que el seu nebot, Sir Spencer Deever, s'ha de casar amb una rica hereva nord-americana, Molly Creedeon. El jove playboy Robert Pitt descobreix Molly en un restaurant i es juga amb els amics que abans d'un cert dia prefixat serà capaç d'obtenir una fotografia de la desconeguda dedicada per ella amb la frase “Amb amor”. Amb els diferents intents fallits d'aconseguir la fotografia i guanyar l'aposta avança la resta de la trama.
Una nit, Spike Mullen, un lladre, entra a casa de Robert i es descobert per aquest. Robert el fa creure que ell també pertany a la fraternitat de lladres i el convenç que vagi a la residència dels Creedon a la recerca d'una fotografia de la noia. A la residència, es descobert però aconsegueix escapar. Més tard, Spike, sabent que Robert, al que admira molt, es troba en una festa a la casa, es pensa que hi és per aconseguir robar un valuós collaret de la família Deever i l'avisa que altres lladres també ho intentaran aquella nit. Després de diversos embolics amb dos collars diferents que acaben essent falsos es descobreix que Sir John havia empenyorat l'original a Londres, es lladren s'escapen i Molly i Robert es declaren el seu amor.

## Repartiment
- Jack Holt (Robert Pitt)
- Casson Ferguson (Sir Spencer Deever)
- Sigrid Holmquist (Molly Creedon)
- Alec B. Francis (Sir John Blount)
- Adele Farrington (Lady Blount)
- Frank Nelson (Spike Mullen)
- Alfred Allen (Big Phil Creedon)
- Nadeen Paul (criada)
- Alice Queensberry (corista)
- Charles West